# 卜利达
36°28′N 2°49′E / 36.467°N 2.817°E
卜利达（阿拉伯语：‎）位于阿尔及利亚北部，是卜利达省的首府，人口880,000（2005年）。